# En la ciudad de la furia
«En la ciudad de la furia» es una canción y sencillo del grupo musical de Argentina Soda Stereo, escrita y compuesta por el vocalista y guitarrista Gustavo Cerati. Incluida originalmente en su cuarto álbum de estudio titulado Doble vida del año 1988.
Es uno de los clásicos del grupo musical y uno de sus éxitos masivos. Fue lanzada como corte de difusión para promocionar el álbum de estudio Doble vida, en 1988. «En la ciudad de la furia» en la letra se expresa con la capital de la República Argentina (Buenos Aires). Hasta el día de hoy, es uno de los más populares apodos en la ciudad porteña.
«En la ciudad de la furia» logró el puesto 46° de las 500 mejores canciones del rock iberoamericano por Al Borde en 2006, el puesto 48° de las 100 mejores canciones del rock argentino por la Rolling Stone de Argentina y MTV en 2002, y el puesto 1° de los 10 mejores videos musicales del rock argentino por La Nación en 2011, siendo así elegido como el mejor video musical del rock argentino de toda la historia. A nivel mundial, el sitio web recopilatorio de críticas musicales, Acclaimed Music, ubicó a «En la ciudad de la furia» en el puesto 77° de las mejores canciones lanzadas en 1988.
El video musical fue finalista de los premios MTV.

## Letra
La lírica desarrolla una especie de relato mítico: un hombre joven (alado), sólo consigo mismo, volando de noche sobre los edificios, cayendo «como un ave de presa», unido «con la ciudad de la furia», en medio de muchos otros solitarios como él («yo soy parte de todos»), susceptibles, con sus caras marcadas por un «destino de furia».
El estribillo se refiere a la llegada del día y al descanso del hombre alado, cuando la ciudad de la furia lo deja dormir entre sus piernas (una imagen poderosamente sensual) y lo oculta en la niebla.
El autor incluye también elementos del mito de Ícaro cuando dice «con la luz del sol, se derriten mis alas», para indicar la debilidad del hombre alado durante el día. Cerati recurre nuevamente al mito en «Tu cicatriz en mí» («cocinarme lento como ícaro en el sol») de 2002.
La frase final del estribillo con la que se cierra la canción, cambia levemente en cada una de las dos oportunidades en que es cantada. Ambas frases están relacionadas entre sí: los hombres alados (como Cerati, como Soda Stereo, como sus seguidores, como los jóvenes latinoamericanos que se preparaban para entrar a los años 90) extrañan la tierra, pero prefieren la noche.
La letra está construida con un estilo fragmentario, de tal modo que va desplazando constantemente el sujeto al que habla y sobre el que habla: a veces la ciudad, a veces la gente, a veces su igual, otro joven como él volando sobre la ciudad de la furia.

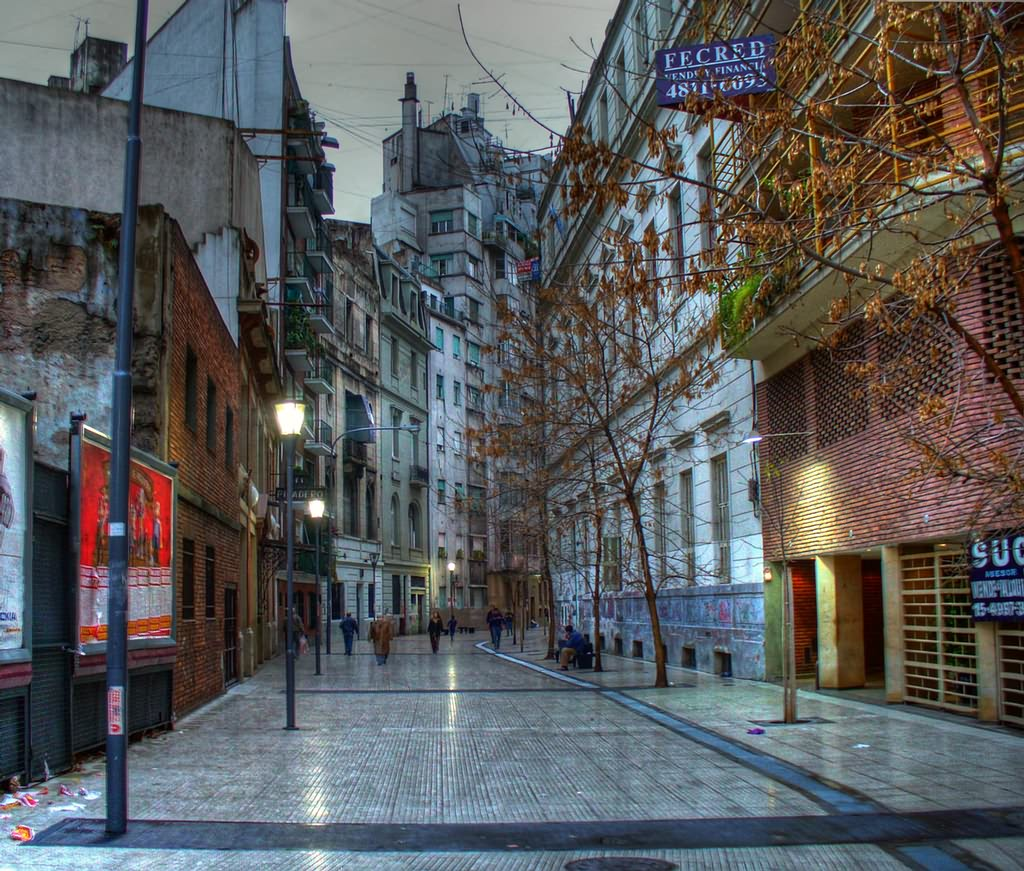
En la ciudad de la furia Cerati pinta una Buenos Aires nocturna y siniestra, de «calles azules», habitada por seres alados que vuelan de noche y caen sobre ella «como aves de presa».

También pertenece a esta canción la frase «me verás volver», utilizada por el grupo para denominar la gira americana de su histórico regreso en 2007. (Ver: Gira "Me Verás Volver" 2007)
Cerati se ha referido a la letra de la canción en los siguientes términos:

Lo que hicimos más tarde, al transformarla en una canción de Soda, fue escribir una letra tomando ideas de personajes que yo dibujaba también de chico. Uno de ellos era Argos, especie de superhéroe medieval, una suerte de Ícaro terrestre, por así decirlo. La canción fue compuesta en otra época muy tremenda de la Argentina, en 1988, en plena hiperinflación y furia desatada, así que no resultó nada difícil escribir sobre una ciudad de la furia.

Más allá de la letra de la canción, la expresión «la ciudad de la furia» se volvió una frase común para denominar el malestar urbano en toda América Latina.

## Música
La canción se inicia y está construida alrededor de un riff de guitarra que Cerati compuso cuando tenía 14 años.

El riff fundamental de «En la ciudad de la furia» debo haberlo hecho en la guitarra cuando tenía 13 o 14 años. Habrá sido para alguna ex novia.... Este aspecto lo tengo muy presente, aunque ya no sé de qué hablaba la canción original.

La melodía está construida sobre dos secciones que se retroalimentan emocionalmente y un final suspendido que impide cerrar la canción. La primera sección, montada sobre una secuencia Mi menor-Sol mayor-La mayor, establece un denso y opresivo clima básico, que nunca alcanza a volverse depresivo, en gran parte gracias a la segunda sección melódica, que coincide con el estribillo, construida a partir de un notable escalamiento, desde el La mayor con el que cierra la primera sección, hacia un Si menor inicial («me dejarás dormir al amanecer») seguido de una nueva escalada, Sol mayor-Re mayor («entre tus piernas»), que se repite enseguida una vez, con una leve modulación asertiva, de fuerte impacto emocional. El cierre («un hombre alado extraña la tierra/prefiere la noche») es una ruptura melódica y emocional completa, con una combinación Do mayor (novena) - Sol mayor (novena), que termina reposando, aunque de manera insuficiente, en el La mayor final.
El resultado es una melodía en tensión permanente, a punto de caer constantemente en la depresión y todo el tiempo rescatada de la misma, pero sin dar paso a una salida. El clima general así es extraña y contradictoriamente opresivo y calmo.

Las melódicas líneas de guitarra eléctrica son poderosamente evocativas y atmosféricas, estableciendo un maravilloso tono otoñal muy siniestro. Cerati canta una melodía suave y sutil mientras los arreglos de teclados y la guitarra de fondo (Cortesía de Carlos Alomar) realzan aún más la tristeza del tema.

Aunque el sonido general de la canción se nota más independiente del sonido británico de los primeros álbumes de Soda Stereo, es imposible no asociar «En la ciudad de la furia» con el rock gótico y en especial con el grupo The Cure, que el año anterior había ido por única vez a la Argentina y se preparaba a lanzar su fabuloso álbum Disintegration (mayo de 1989), punto sublime del sonido siniestro y deprimente que caracteriza al grupo musical de Inglaterra.

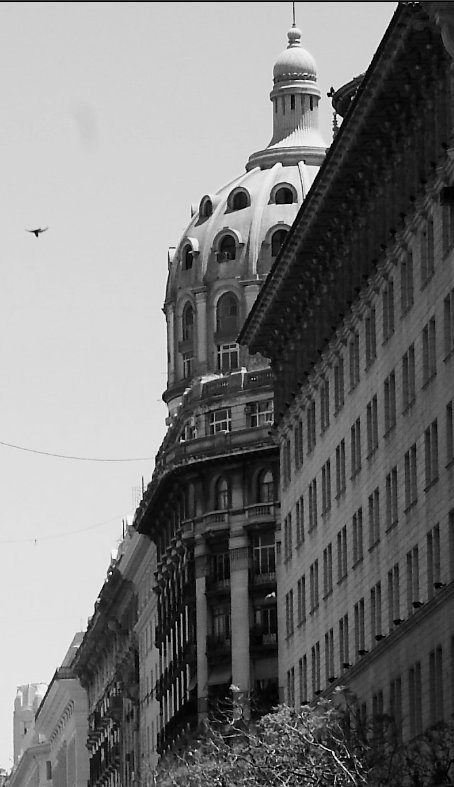
«Me verás volar por la ciudad de la furia». Las imágenes aéreas del video corresponden a la Diagonal Norte de Buenos Aires. En la imagen puede verse una de las cúpulas del Edificio Bencich Hnos, que aparecen al comienzo del video.

## Video musical
En mayo de 1989 Soda Stereo lanzó el video musical de «En la ciudad de la furia», dirigido por Alfredo Lois, compañero de estudios en la Universidad del Salvador de Gustavo Cerati y Zeta Bosio. Realizado en blanco y negro, con primeros planos de grandes edificios geométricos y calles llenas de gente y automóviles, rejas carcelarias, sombras y un hombre semidesnudo en el piso, tratando inútilmente de levantarse, transmite un clima claustrofóbico y angustioso. El video fue finalista de los premios MTV.
El concepto del video es tan enigmático como la canción misma. Comienza con una imagen desde el aire de Buenos Aires (Diagonal Norte), e inmediatamente aparece un anciano que parece recordar o soñar. En ese recuerdo-sueño aparecen las imágenes de un joven semidesnudo encerrado en su celda en una cárcel, alternadas con imágenes de ese mismo joven caminando en la ciudad, entre edificios, vehículos y multitudes anónimas. Las imágenes de la banda tocando, también están grabadas dentro de una celda de esa cárcel. En su celda, el hombre abre sus brazos y la cámara registra la sombra de un par de alas en el momento que la banda canta «un hombre alado extraña la tierra».
El video cierra con la imagen de la guitarra de Gustavo Cerati mientras él toca y en el fondo la sombra de dos hombres subiendo una escalera de caracol (que recuerda «yo conozco la escalera en espiral hacia la cúpula»). A continuación, luego de una breve imagen de la ciudad desde el aire, aparece nuevamente Cerati, ahora solo, en la celda, gritando dos veces «me verás volver» y luego termina diciendo «a la ciudad de la furia», seguido de la sombra del hombre alado. Misteriosamente en el último cuadro, casi invisible, aparece un rostro de piedra, de rasgos indígenas, que hacen alusión a construcciones de alguna civilización precolombina.

## Circunstancias relacionadas
- El video se inicia y tiene varias imágenes de Buenos Aires. En general corresponden a la Diagonal Norte. En las imágenes iniciales pueden verse con claridad las dos cúpulas del Edificio Bencich Hnos, en la esquina de Diagonal Norte y la calle Florida, obra del arquitecto Eduardo Le Monnier y la enorme puerta del Banco de Boston. Comenzó a filmarse el 9 de mayo, con equipos de cine en la terraza del Hotel Sheraton Buenos Aires. Costó más de 15 000 dólares y dura 5 minutos y 40 segundos.[11]
- Las escenas interiores del video (la cárcel) están filmadas en el local del Club Museum, ubicado en Perú 535 del barrio de San Telmo, un edificio diseñado a principios del siglo XX por el famoso ingeniero francés Gustave Eiffel, constructor de la torre que lleva su nombre. El edificio fue mandado a construir por la empresa El Forjador para instalar una fábrica de molinos de viento y herramientas rurales. Actualmente es un comercio gastronómico y bailable. En ese lugar, el 20 de septiembre de 2007, Soda Stereo realizó la conferencia de prensa anunciando su regreso para la gira musical Me Verás Volver. Además la canción fue interpretada en vivo sólo con la participación de los tres integrantes del grupo musical, sin contar con ningún músico adicional.[12][13]
- El escritor argentino Pablo Zuppi publicó en 2007 una novela llamada precisamente La ciudad de la furia, inspirada en la canción de Soda Stereo. Se trata de un policial negro que transcurre en una Buenos Aires «con calles oscuras y seres alados que aman la noche y ven pasar el mundo desde las cúpulas de la Avenida de Mayo, en las estatuas del Cementerio de la Recoleta, en los adoquines mojados de un Palermo negro, en seres mitológicos, ángeles y demonios, plagados de misterios religiosos, mártires, víctimas y victimarios, muertes...».[14]

## Posicionamiento en listas
| País           | Lista                              | Mejor posición |
| -------------- | ---------------------------------- | -------------- |
| Estados Unidos | Billboard Latin Digital Song Sales | 41             |

## Certificaciones
| País   | Organismo certificador | Certificación | Ventas certificadas | Ref.   |
| ------ | ---------------------- | ------------- | ------------------- | ------ |
| México | AMPROFON               | Oro           | 30 000              | [ 16 ] |

## Versiones
«En la ciudad de la furia», probablemente una de las canciones propias preferidas de Gustavo Cerati, ha sido interpretada mediante una gran cantidad de versiones, de las cuales pueden mencionarse tres básicas:
- La versión clásica, registrada en el álbum de estudio Doble vida.
- La versión para MTV unplugged, registrada en el álbum Comfort y música para volar (1996), en donde el grupo modifica completamente la canción, dándole un sonido cercano al blues con toques psicodélicos. En esta versión Cerati canta a dúo con la colombiana Andrea Echeverri, líder del grupo Aterciopelados.
- La versión El último concierto en 1997, más cercana a la clásica, pero con arreglos como el violín o el acordeón, una introducción más larga, un ritmo más lento y sentimental (relacionado con el hecho de ser su "último concierto"), y un poderoso solo de guitarra que da inicio al concierto (primera canción del concierto).
- La versión Dance Mix del álbum recopilatorio Zona de promesas, donde la canción sufre una transformación completamente.
- La versión del álbum en vivo Me verás volver en 2007, con ligeras variaciones respecto a la elaboración general y con un solo de guitarra potente.
- La versión para el concierto de ALAS en la cual Shakira invitó a Gustavo Cerati al escenario para interpretarla, con la cual cerró su participación en dicho concierto.
- Por lo general, Gustavo Cerati solía cambiar "Buenos Aires" por el nombre de la ciudad en donde se encontraba el grupo ofreciendo el concierto. Pasó en ciudades como Ciudad de México, Santiago, Bogotá, Caracas, etcétera.
- En 2019 Aterciopelados, el grupo musical de Andrea Echeverri y Héctor Buitrago, sacó una versión cyberpunk de esta canción. En su video musical, se la ve paseando en un auto junto a su compañero de grupo por las calles de Buenos Aires y luego en diferentes locaciones vestidos con una temática de la portada del álbum de estudio Sueño Stereo de Soda Stereo.